# Sol Campbell
Sulzeer Jeremiah "Sol" Campbell (ur. 18 września 1974) – były angielski piłkarz jamajskiego pochodzenia występujący na pozycji obrońcy. Campbell grał w takich klubach jak Newcastle United, Tottenham Hotspur, Arsenal, Portsmouth i Notts County oraz w reprezentacji Anglii.
Rodzice Campbella pochodzili z Jamajki, lecz sam piłkarz urodził się już w Anglii. W dorosłym futbolu zadebiutował w grudniu 1992 roku w wieku 18 lat. Wtedy to wystąpił w barwach Tottenhamu Hotspur w spotkaniu Premier League. W zespole Kogutów Campbell spędził dziewięć lat, w trakcie których rozegrał 255 oficjalnych spotkań i zdobył 10 goli. W 1999 roku jako kapitan poprowadził zespół do końcowego triumfu w Pucharze Ligi Angielskiej (dzięki zwycięstwu w finale nad Leicester City). W 2001 roku przeszedł do głównego rywala Tottenhamu, Arsenalu co wywołało spore kontrowersje. Swój poprzedni zespół opuścił na zasadzie prawa Bosmana i był pierwszym tak znanym piłkarzem, który z tego prawa skorzystał. W ciągu pięciu lat, które spędził w drużynie Kanonierów rozegrał 135 spotkań, zdobył dwa mistrzostwa Anglii oraz dwa Puchar Anglii. Był także częścią zespołu Arsenalu z sezonu 2003/04, który później stał się znany jako The Invincibles, czyli Niezwyciężeni. W 2006 roku w finale Ligi Mistrzów przeciwko FC Barcelonie Campbell zdobył jedynego gola dla Londyńczyków, zaś samo spotkanie zakończyło się porażką 1-2. W sierpniu 2006 roku na zasadzie wolnego transferu przeniósł się do innego klubu Premier League, Portsmouth. W drużynie tej grał przez trzy lata. W 2008 roku w finale Pucharu Anglii przeciwko Cardiff City wyszedł na boisko jako kapitan drużyny.
Spore zdziwienie wzbudziła jego decyzja w końcu sezonu 2008/09, gdy zdecydował się podpisać pięcioletni kontrakt z klubem League Two, Notts County. Prawdopodobnie skłoniła go do tego postać dyrektora sportowego tego klubu, którym był były selekcjoner reprezentacji Anglii Sven-Göran Eriksson. Jednakże jeszcze większą niespodzianką było rozwiązanie jego kontraktu za porozumieniem stron we wrześniu 2009 roku, po zaledwie miesiącu gry i rozegraniu przez niego jednego spotkania.
Swoje pierwsze pełne spotkanie w barwach reprezentacji Anglii Campbell rozegrał w wieku 21 lat. W maju 1998 Campbell został drugim, po Bobbym Moorze najmłodszym w historii kapitanem drużyny narodowej. Miał wtedy 23 lata i 248 dni. Pierwszego i jedynego gola w narodowych barwach Campbell zdobył w spotkaniu Mistrzostw Świata 2002 w grupowym spotkaniu przeciwko Szwecji. W 2006 Campbell stał się jedynym piłkarzem, który reprezentował Anglię w sześciu kolejnych turniejach rangi międzynarodowej. Występował na Mistrzostwach Europy w 1996, 2000 i 2004 roku oraz na Mistrzostwach Świata w 1998, 2002 2006 roku. Ogólnie w reprezentacji rozegrał 73 spotkania i był wybierany do złotych jedenastek Mistrzostw Świata 2002 i Mistrzostw Europy 2004.
Campbell trzykrotnie był wybierany przez Professional Footballers' Association do jedenastki sezonu – w 1999, 2003 i 2004 roku.
W maju 2012 oficjalnie zakończył karierę piłkarską.

## Kariera klubowa
Campbell pochodzi z Londynu. W roku 1989 rozpoczął treningi w juniorskiej drużynie miejscowego Tottenhamu Hotspur. Do pierwszej drużyny został włączony trzy lata później. Zadebiutował w niej 5 grudnia tego samego roku w przegranym 1:2 ligowym spotkaniu z lokalnym rywalem – Chelsea. W tym samym meczu strzelił też swojego pierwszego gola. Pojedynek ten był jedynym spotkaniem, w którym Campbell zagrał w pierwszym sezonie spędzonym w drużynie "Spurs". Podstawowym zawodnikiem swojego klubu stał się dwa lata później. W sezonie 1998/1999 wraz ze swoją drużyną zdobył Puchar Ligi. Forma Campbella prezentowana w Tottenhamie sprawiła, że w lecie 2001 roku zainteresowane nim były takie kluby jak Arsenal, Inter Mediolan, FC Barcelona, Liverpool czy Bayern Monachium. Ostatecznie Campbell przeszedł do ekipy Arsenalu.
W nowej drużynie zadebiutował 30 lipca, kiedy to zagrał przez dziesięć minut w wygranym 2:0 spotkaniu z RCD Mallorca. W Premier League zadebiutował natomiast 18 sierpnia w wygranym 4:0 wyjazdowym spotkaniu z Middlesbrough. Pierwszą bramkę zdobył zaś 26 grudnia w meczu z Chelsea. Już od pierwszego sezonu spędzonego w ekipie Kanionerów Campbell był jednym z podstawowych zawodników swojej ekipy. W debiutanckim sezonie został także mistrzem kraju i zdobył Puchar Anglii oraz Tarczę Wspólnoty. W następnych rozgrywkach zagrał w 33 ligowych meczach i również zdobył Puchar kraju. W sezonie 2003/04 został Mistrzem Anglii, zaś rok później zdobywcą krajowego pucharu.
8 sierpnia 2006 roku podpisał dwuletni kontrakt z Portsmouth. W nowym klubie zadebiutował 19 sierpnia w wygranym 3:0 ligowym spotkaniu z Blackburn Rovers. Pierwszą bramkę zdobył natomiast 23 grudnia w meczu z Sheffield United, w którym jego drużyna wygrała 3:1. W sezonie 2007/08 zdobył wraz ze swoim klubem Puchar Anglii pokonując w finale drużynę Cardiff City. W Portsmouth był kapitanem i wystąpił w 95 ligowych meczach, w których strzelił dwie bramki. Po sezonie 2008/2009, kiedy to skończył mu się kontrakt opuścił klub.
W sierpniu 2009 roku przeszedł do Notts County. Zagrał tam jeden mecz, 19 września przeciwko Morecambe, po czym 23 września za porozumieniem stron opuścił klub.
12 stycznia 2010 po miesiącu treningów w Arsenalu, Sol Campbell został zarejestrowany jako gracz ligi rezerw i rozegrał 45 minut spotkania w drużynie rezerw przeciwko West Ham United, które Arsenal wygrał 4-2. Klub poinformował iż prowadzi negocjacje ws. krótkotrwałego kontraktu dla angielskiego defensora. 15 stycznia oficjalnie podpisał kontrakt do końca sezonu. Z dniem pierwszego lipca 2010 roku po wygaśnięciu kontraktu został wolnym zawodnikiem.
Po opuszczeniu przez niego Arsenalu, Campbella łączono z wieloma klubami, m.in. z Sunderlandem. 28 lipca 2010 roku podpisał roczny kontrakt z Newcastle United.

## Kariera reprezentacyjna
W reprezentacji swojego kraju Campbell zadebiutował 18 maja 1996 w wygranym 3:0 meczu z Węgrami. W tym samym roku został powołany przez Terry'ego Venablesa do kadry na Euro 1996. Anglia na tym turnieju dotarła do półfinału, w którym przegrała 6:5 w rzutach karnych z Niemcami, a sam Campbell zagrał w jednym spotkaniu (wygranym 2:0 ze Szkocją).
Dwa lata później znalazł się w składzie na Mundial. Tym razem jego reprezentacja dotarła do 1/8 finału, w którym poległa w serii rzutów karnych z reprezentacją Argentyny. On sam wystąpił w czterech meczach. Tym razem The Three Lions nie zdołali wyjść ze swojej grupy zajmując w niej 3. lokatę. Campbell zagrał we wszystkich trzech meczach swojej ekipy.
Dwa lata później Campbell został członkiem kadry Anglii na Mistrzostwa Świata, na których jego reprezentacja dotarła do ćwierćfinału. Campbell na tej imprezie zagrał w pięciu meczach, a także w grupowym spotkaniu ze Szwecją (1:1) zdobył pierwszą i jedyną bramkę w barwach narodowych. W roku 2004 Sven-Göran Eriksson powołał go na Euro. Anglia tym razem poległa w ćwierćfinale z Portugalią w rzutach karnych, a Campbell wystąpił w czterech pojedynkach oraz został wybrany przez UEFA do najlepszej jedenastki turnieju.
Ostatnim turniejem w jego reprezentacyjnej karierze były Mistrzostwa Świata 2006, na których jego reprezentacja dotarła do ćwierćfinału, a on sam wystąpił tylko w jednym meczu (zremisowanym 2:2 ze Szwecją). Ostatni raz w barwach narodowych Campbell zagrał 3 czerwca 2006 w wygranym 6:0 meczu z Jamajką. Łącznie w reprezentacji wystąpił 73 razy i strzelił przy tym jedną bramkę.

## Statystyki
Statystyki klubowe
| Sezon              | Klub               | Liga                | Liga    | Liga | Puchar Anglii | Puchar Anglii | Puchar Ligi | Puchar Ligi | Europa  | Europa | Ogólnie | Ogólnie |
| Sezon              | Klub               | Liga                | Występy | Gole | Występy       | Gole          | Występy     | Gole        | Występy | Gole   | Występy | Gole    |
| ------------------ | ------------------ | ------------------- | ------- | ---- | ------------- | ------------- | ----------- | ----------- | ------- | ------ | ------- | ------- |
| 1992/93            | Tottenham Hotspur  | Premier League      | 1       | 1    | -             | -             | -           | -           | -       | -      | 1       | 1       |
| 1993/94            | Tottenham Hotspur  | Premier League      | 34      | 0    | 4             | 0             | 2           | 0           | -       | -      | 40      | 0       |
| 1994/95            | Tottenham Hotspur  | Premier League      | 30      | 0    | 4             | 0             | 4           | 1           | -       | -      | 38      | 1       |
| 1995/96            | Tottenham Hotspur  | Premier League      | 31      | 1    | 4             | 0             | 4           | 0           | -       | -      | 39      | 1       |
| 1996/97            | Tottenham Hotspur  | Premier League      | 38      | 0    | 1             | 0             | 4           | 1           | -       | -      | 43      | 1       |
| 1997/98            | Tottenham Hotspur  | Premier League      | 34      | 0    | 3             | 1             | 3           | 0           | -       | -      | 40      | 1       |
| 1998/99            | Tottenham Hotspur  | Premier League      | 37      | 6    | 7             | 0             | 8           | 2           | -       | -      | 52      | 8       |
| 1999/00            | Tottenham Hotspur  | Premier League      | 29      | 0    | 2             | 0             | 2           | 0           | 2       | 0      | 35      | 0       |
| 2000/01            | Tottenham Hotspur  | Premier League      | 21      | 2    | 5             | 0             | 1           | 0           | -       | -      | 27      | 2       |
| 2001/02            | Arsenal            | Premier League      | 31      | 2    | 7             | 1             | -           | -           | 10      | 0      | 48      | 3       |
| 2002/03            | Arsenal            | Premier League      | 33      | 2    | 5             | 1             | -           | -           | 10      | 0      | 48      | 3       |
| 2003/04            | Arsenal            | Premier League      | 35      | 1    | 5             | 0             | -           | -           | 9       | 0      | 49      | 0       |
| 2004/05            | Arsenal            | Premier League      | 16      | 1    | 1             | 0             | -           | -           | 4       | 0      | 21      | 1       |
| 2005/06            | Arsenal            | Premier League      | 20      | 2    | 1             | 0             | 2           | 0           | 6       | 1      | 29      | 3       |
| 2006/07            | Portsmouth         | Premier League      | 32      | 1    | 2             | 0             | -           | -           | -       | -      | 34      | 1       |
| 2007/08            | Portsmouth         | Premier League      | 31      | 1    | 5             | 0             | 1           | 0           | -       | -      | 37      | 1       |
| 2008/09            | Portsmouth         | Premier League      | 28      | 0    | 3             | 0             | -           | -           | 4       | 0      | 35      | 0       |
| 2009/10            | Notts County       | Football League Two | 1       | 0    | -             | -             | -           | -           | -       | -      | 1       | 0       |
| 2009/10            | Arsenal            | Premier League      | 11      | 0    | 1             | 0             | -           | -           | 2       | 1      | 14      | 1       |
| 2010/11            | Newcastle United   | Premier League      | 0       | 0    | 0             | 0             | 0           | 0           | 0       | 0      | 0       | 0       |
| Ogólnie w karierze | Ogólnie w karierze | Ogólnie w karierze  | 492     | 20   | 60            | 3             | 31          | 3           | 47      | 2      | 630     | 29      |

Gole w reprezentacji
| # | Data           | Miejsce                  | Przeciwnik | Rezultat | Rozgrywki                              | Gol na |
| - | -------------- | ------------------------ | ---------- | -------- | -------------------------------------- | ------ |
| 1 | 2 czerwca 2002 | Stadion Saitama, Saitama | Szwecja    | 1–1      | Mistrzostwa Świata w Piłce Nożnej 2002 | 1-1    |

## Media
Campbell zaliczył krótki epizod w filmie Guya Ritchiego Przekręt. Wystąpił tam w roli ochroniarza nielegalnej walki bokserskiej. Wystąpił także w serialu telewizji ITV pt. Żony piłkarzy, gdzie zagrał samego siebie.

## Sukcesy
Tottenham
- Puchar Ligi Angielskiej: 1999

Arsenal
Mistrzostwo
- Premier League: 2001/02, 2003/04
- Puchar Anglii: 2001/02, 2004/05
- Tarcza Wspólnoty: 2001/02, 2003/04

Wicemistrzostwo
- Liga Mistrzów: 2005/06
- Premier League: 2002/03, 2004/05

Portsmouth
Mistrzostwo
- Puchar Anglii: 2007/08
- Premier League Asia Trophy: 2006/07

Wicemistrzostwo
- Tarcza Wspólnoty: 2008

Indywidualne
- Jedenastka Mistrzostw Świata: 2002
- Jedenastka Mistrzostw Europy: 2004
- Drużyna roku PFA: 1998/99, 2002/03, 2003/04